# Аль-Адиль Саламыш
Аль-Малик аль-Адиль Бадр ад-Дин Саламыш (араб. الملك العادل بدر الدين سلامش‎; тур. Sülemiş;
1272, Каир — 1291, Константинополь) — мамлюкский султан Египта из династии Бахритов, правивший в 1279 году. Сын Бейбарса I.

## Биография
Бадруддин Саламыш родился в 1272 г. в Каире. Он был сыном Бейбарса аль-Бундукдари.
После смерти Бейбарса к власти пришёл его сын Саид Берке-хан. Весной 1279 года Берке-хан отправил в поход против Киликийской Армении двух влиятельнейших эмиров Калауна и Байсари. Тем временем, Кундук, проявлявший стремление к самостоятельности и смещённый с должности наиба, вступил в переговоры с этими эмирами. Берке-хан отправился в Дамаск, а войска Калауна, тайно выступив из Киликии и миновав Дамаск, спешно прибыли в Каир, где вместе с Кундуком и большим числом эмиров и мамлюков подняли мятеж против султана. Берке-хан поспешил в Каир, где смог укрыться в Цитадели. Но Цитадель была окружена, и лучшее, чего удалось добиться в результате переговоров матери султана — в обмен на отречение он получил крепость эль-Карак как полунезависимый удел. Отречение состоялось в августе 1279 года. На престол был возведён семилетний брат Берке-хана Саламыш под опекой Калауна. Несколько месяцев спустя Саламыш был свергнут Калауном, который принял титул султана.
Бадруддин Саламыш умер в Константинополе в 1291 году.